# Луксорий
Луксорий (убит в 303 или 304 году) — святой мученик, воин. День памяти — 21 августа.
Святой Луксорий (лат. Luxorius, Luxurius, итал. Lussorio, Rossore), воин, пострадал в Форуме Траянском (Forum Traiani), что на Сардинии, во время великого гонения при императоре Диоклетиане. С ним пострадали недавно крещённые юноши Камерин (Camerinus) и Киселл (Cisellus). Все они были обезглавлены.